# Châtillon-en-Bazois
Châtillon-en-Bazois è un comune francese di 992 abitanti situato nel dipartimento della Nièvre nella regione della Borgogna-Franca Contea.

## Società

### Evoluzione demografica
Abitanti censiti